# August

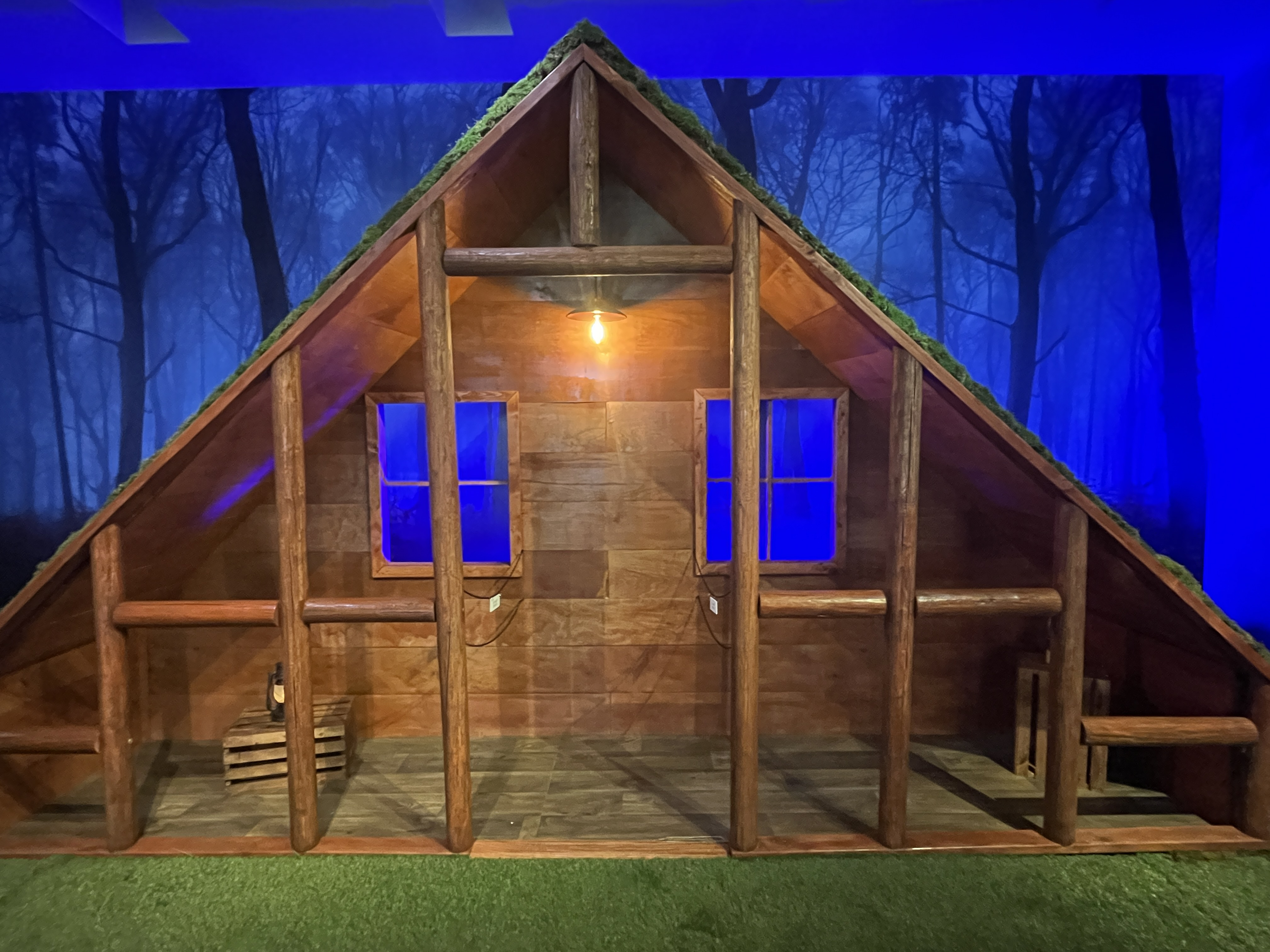
Декорации постановки, в которой Свифт, Антонофф и Десснер исполнили часть песни, выступая с попурри, состоящего из «Cardigan», «August» и «Willow» на 63-й ежегодной церемонии премии «Грэмми».

«August» (с англ. — «август»; стилизовано строчными буквами) — песня американской певицы Тейлор Свифт, вышедшая 24 июля 2020 года на лейбле Republic Records вместе с выходом восьмого студийного альбома Folklore. Её создали, написали и продюсировали Свифт и Джек Антонофф с дополнительным продюсированием от Джо Элвина. «August» это баллада в стиле дрим-поп, с гитарами, струнными, вокальной реверберацией и клавишными. Наряду с треками «Cardigan» и «Betty» песня представляет собой вымышленный любовный треугольник с участием трёх персонажей: Бетти, Джеймса и его неназванной подруги. «August» написан с точки зрения девушки, описывающей её печаль по поводу сорванного романа с Джеймсом.
Критики высоко оценили инструментальную часть и текст песни, а некоторые из них выбрали её в качестве изюминки альбома. После выпуска Folklore «August» вошёл в топ-20 чартов синглов Австралии, Канады, Малайзии и Сингапура. В США песня достигла 23-го места в Billboard Hot 100 и пятого места в Billboard Hot Rock & Alternative Songs. На 63-й музыкальной премии Грэмми Свифт исполнила часть песни, выступая с попурри, состоящего из «cardigan», «august» и «willow».

## История
Тейлор Свифт и продюсер Джек Антонофф вместе написали и продюсировали песни для предыдущих студийных альбомов Свифт 1989 (2014), Reputation (2017) и Lover (2019). Они снова работали над Folklore, который был неожиданно выпущен Свифт во время пандемии COVID-19 в 2020 году. Folklore был издан 24 июля 2020 года на лейбле Republic Records. Свифт написала сама или была соавтором всех песен в альбоме, а Антонофф продюсировал шесть из них, включая «August». Для этой песни Антонофф сначала записал инструментал и отправил его Свифт, которая написала текст. Как и в случае с другими треками Folklore, Свифт создала «August» на основе вымышленного повествования с воображаемыми сюжетными линиями и персонажами.
Релиз новой песни и альбома прошли 24 июля 2020 года на канале YouTube (7:00 по московскому времени) одновременно с выходом альбома.

## Композиция и текст
Свифт написала «August» как часть из трёх песен в альбоме Folklore вместе с песнями «Cardigan» и «Betty», в которых исследуется любовный треугольник между Джеймсом, Бетти и неназванной подруги. Это была первая песня из трёх, написанных Свифт. По словам Свифт, она хотела исследовать точку зрения девушки, находящейся в неопределённых отношениях: в текстах содержится точка зрения, согласно который та влюбляется в Джеймса, который уже находится в отношениях с кем-то ещё. Действие песни происходит в пригородном районе с «морским воздухом». Песня передаёт чувства девочки-подростка, которая летом переживает безответную любовь. Она наивно полагает, что влюблена, размышляя о своём летнем романе: «Август ускользнул, как бутылка вина / Потому что ты никогда не был моим». Образ бутылки вина был навеян тем, что Свифт описала как образ «Август месяц залит солнцем, глотнул, как бутылку вина». На протяжении всей песни преобладают образы конца лета: «Ты подставляешь спину солнцу / Я бы хотела написать на ней своё имя».
В то время как рассказчики «Cardigan» и «Betty» прямо названы по имени, рассказчик «August» ни разу не упоминается по имени, что Нейт Джонс из Vulture посчитал подчёркиванием её «относительной неважности в жизни её возлюбленного». Свифт сказала, что не определилась с именем для главной героини «August», называя её в своей голове «Августа» или «Августина». По мере развития летнего романа рассказчица изображается как ненастойчивая и неопытная, вспоминая времена, когда она «отменяла свои планы на случай, если ты позвонишь». Хотя она знает, что они с Джеймсом никогда не станут парой, она говорит себе, что достаточно «жить ради надежды на все это». Она пытается сбежать с Джеймсом: «Помнишь, как я остановилась и сказала „Садись в машину“ / А потом отменила свои планы на случай, если ты позвонишь?» Наконец, когда лето заканчивается, заканчивается и роман, и рассказчица остаётся с откровением: «Ты не был моим, чтобы тебя потерять». Свифт объяснила, что после этого летнего романа Джеймс и Бетти позже возвращаются друг к другу, в то время как героиня «Августа» оплакивает летнюю интрижку, которую она считала любовью.
По сравнению с всеобъемлющим фолк-звучанием альбома Folklore, песня «August» демонстрирует более поп-ориентированную постановку. Аарон Десснер, продюсер Folklore, охарактеризовал трек как «что-то похожее на поп-песню. В нём есть мерцающая летняя дымка». В музыкальном плане «August» — это мрачная дрим-поп-баллада, включающая в себя гитары, клавишные и реверберацию голоса.

## Отзывы
Критики высоко оценили продюсирование и лирику песни и высказали мнение, что тексты — отход от фирменных исповедальных повествований Свифт, вдохновлённых её личной жизнью — продемонстрировали её зрелость как автора-песенника. Валери Маган из Clash отметила, что текст кажется «авантюрным, поскольку мы склоняемся к тому, чтобы услышать все истории, которые Свифт из „невинной эпохи“ как бы держала в секрете». Джоди Розен в обзоре для газеты Los Angeles Times высоко оценил переход от «чистой субъективности от первого лица» к вымышленным повествованиям. Критик журнала Rolling Stone Роб Шеффилд выбрал «August» в качестве одного из самых ярких моментов альбома, назвав песню «самой красивой балладой альбома». В том же духе Эллен Джонсон из журнала Paste назвала трек одним из лучших во всей дискографии Свифт.
Сетевое издание Insider Inc. выбрало «August» в качестве лучшей песни 2020 года, назвав её просто идеальной и поэтически гениальной: «Свифт вплетает повторяющиеся образы и тексты в крещендо, отражая темы воспоминаний и ностальгии. Она создаёт идеальную звуковую метафору для ностальгических волн сожаления и циклических игр в стиле „а что, если“».
Энни Залески из The A.V. Club и Калеб Кэмпбелл из Under the Radar выбрали эту песню как одну из лучших в альбоме и сравнили её работу с музыкой шотландской дрим-поп группы Cocteau Twins.
«August» вошёл в списки лучших песен 2020 года, публикуемые такими изданиями, как Rolling Stone (#5), Chicago Tribune («Гитарная ода Свифт тайному подростковому роману течёт, как летнее вино»), Complex, и Yahoo!. В списке, ранжирующем все песни в дискографии Свифт, Нейт Джонс из Vulture написал об «August»: «Даже в вымышленных образах способность Свифт улавливать тоскующую боль ностальгии остаётся непревзойдённой». Роб Шеффилд выбрал её среди пяти лучших песен всей дискографии Свифт: «„August“ кажется такой простой мелодией, но это одно из самых хитроумных творений поэзии Свифт».

## Коммерческий успех
После выхода альбома Folklore, песня «August» вошла в чарты нескольких стран мира. В США все шестнадцать треков альбома одновременно 8 августа 2020 года дебютировали в Billboard Hot 100, причём «August» заняла 23-е место — шестая песня с самым высоким местом после «Cardigan» (№ 1), «The 1» (№ 4) и «Exile» (№ 6), «The Last Great American Dynasty» (№ 13), «My Tears Riccochet» (№ 16). Песня оставалась там две недели. Она также дебютировала на пятом месте в рок-чарте Hot Rock & Alternative Songs, где пробыла 20 недель. В августе 2021 года «August» увеличил число стрим-потоков на 39 %. В 2022 году песня снова возродилась и стала популярной в том же месяце, и её ежедневные стрим-потоки взлетели до 277 процентов. Billboard назвал это явление «сезонным многолетним стримингом» Свифт, похожим на ежегодную популярность новогодней песни Мэрайи Кэри «All I Want for Christmas Is You» (1994).
Песня вошла в лучшую двадцатку хитов top 20 в чартах таких стран как Малайзия (11), Сингапур (12), Австралия (13) и Канада (16). В Ирландии песня дебютировала в августе 2021 года на 74-м месте в чарте Irish Singles Chart и достигла 38-го в августе 2022 года. В Великобритании «August» дебютировала в августе 2022 году на 78-м месте в чарте UK Singles Chart.

## Концертные исполнения

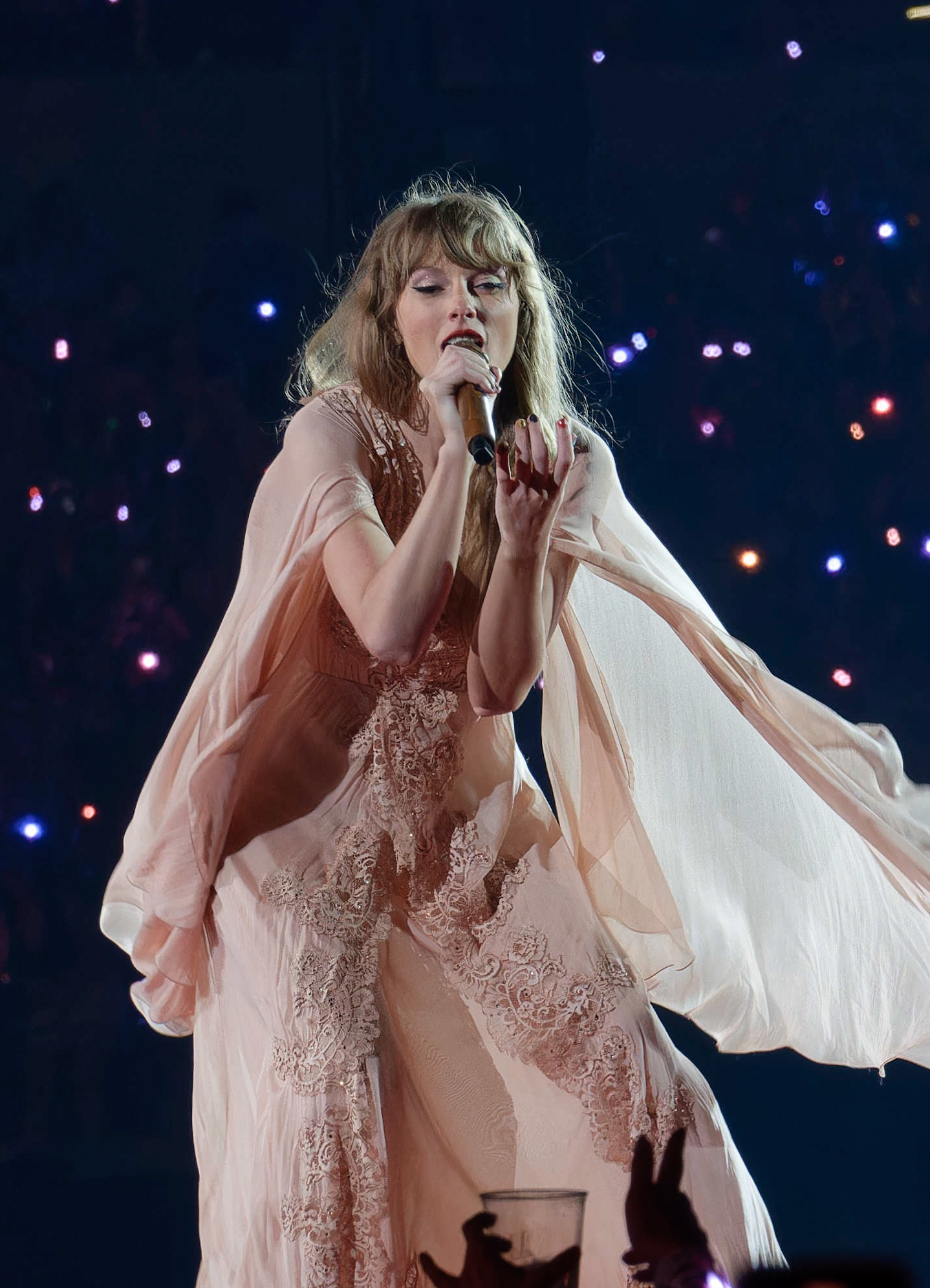
Свифт исполняет «August» во время the Eras Tour в 2023 году

14 марта 2021 года Свифт, выступая на 63-й церемонии «Грэмми», исполнила «August» как часть медли вместе с песнями «Cardigan» и «Willow». Выступление певицы сопровождалось продюсерами альбома Folklore Джеком Антоноффом и Аароном Десснером, что ознаменовало их первое совместное выступление. Она начала с «Cardigan», сидя на крыше коттеджа, а затем исполнила «August» на гитаре в коттедже в сопровождении Антонова и Десснера, также играющих на гитарах. Затем трио вышло из коттеджа, чтобы исполнить последнюю песню, «Willow».
Музыкальный журналист Роб Шеффилд в обзоре в журнале Rolling Stone поставил выступление Свифт на первое место в своём списке «10 причин, по которым мы полюбили Грэмми 2021 года».
Rolling Stone назвал его одним из пяти лучших выступлений на церемониях Грэмми всех времён.

## Участники записи
По данным заметок на альбоме и сервиса Tidal.
- Тейлор Свифт — вокал, автор, продюсер
- Джек Антонофф — продюсер, автор, звукозапись, драм-машина, перкуссия (и её программинг), электрогитара, акустическая гитара
- Джо Элвин — продюсер
- Эван Смит — саксофон, флейта, электрогитара, клавишные
- Бобби Хок — струнные
- Лаура Сиск — звукозапись
- Майк Уильямс — звукозапись струнных
- Йон Гаутье — звукозапись струнных
- Джонатан Лоу — микширование, синтезаторный бас и его звукозапись
- Рэнди Меррилл — мастеринг

## Чарты
| Чарт (2020—2021)                                      | Высшая позиция |
| ----------------------------------------------------- | -------------- |
| Австралия (ARIA)                                      | 13             |
| Великобритания (UK Streaming Chart)                   | 29             |
| Канада (Billboard Canadian Hot 100)                   | 19             |
| Малайзия (Recording Industry Association of Malaysia) | 11             |
| Португалия (AFP)                                      | 94             |
| Сингапур (Recording Industry Association)             | 12             |
| США (Billboard Hot 100)                               | 23             |
| США (Billboard Hot Rock & Alternative Songs)          | 5              |
| США (Billboard Alternative Digital Song Sales)        | 8              |
| США (Billboard Streaming Songs)                       | 9              |
| США (Billboard Alternative Streaming Songs)           | 4              |
| США (Rolling Stone Top 100)                           | 8              |
| Швеция (Heatseekers, Sverigetopplistan)               | 9              |

| Чарт (2022—2023)                        | Высшая позиция |
| --------------------------------------- | -------------- |
| Мир (Billboard Global 200)              | 46             |
| Великобритания (UK Singles Chart)       | 78             |
| Вьетнам (Vietnam Hot 100, Billboard)    | 95             |
| Индонезия (Billboard)                   | 17             |
| Ирландия (IRMA)                         | 38             |
| США (Billboard Digital Songs)           | 48             |
| США Streaming Songs (Billboard)         | 47             |
| Филиппины (Philippines Songs Billboard) | 7              |

| Чарт (2020)                                   | Позиция |
| --------------------------------------------- | ------- |
| США (Hot Rock & Alternative Songs, Billboard) | 24      |

## Сертификации
| Регион | Сертификация  | Продажи   |
| --- | ------------- | --------- |
| Австралия (ARIA) | 4× Платиновый | 280 000   |
| Бразилия (ABPD) | 2× Платиновый | 80 000    |
| Новая Зеландия (RMNZ) | Платиновый    | 30 000    |
| Польша (ZPAV) | Золотой       | 25 000    |
| Португалия (AFP) | Золотой       | 5000      |
| Испания (PROMUSICAE) | Золотой       | 30 000    |
| Великобритания (BPI) | Платиновый    | 600 000   |
| Стриминг |               |           |
| Греция (IFPI Greece) | Золотой       | 1 000 000 |
| Данные о продажах + прослушиваниях приведены только на основе сертификации. · Данные только о прослушиваниях приведены на основе сертификации. |               |           |